# Sándwich de Bolonia

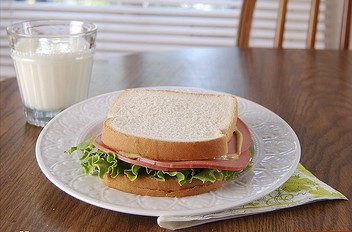
Un sándwich de bolonia ordinario con lechuga y condimentos.

El sándwich de Bolonia o emparedado de Bolonia, es una opción común y barata para el almuerzo en los Estados Unidos. Tradicionalmente se realiza con salchicha de Bolonia previamente cortada, colocada entre rebanadas de pan blanco y se utilizan condimentos como mostaza y mayonesa. Existen muchas variantes, incluyendo una en la que primero se fríe la carne y también se pueden agregar algunas guarniciones como rebanadas de queso, pepino y tomate.
El sándwich de Bolonia tiende a ser alto en grasas saturadas, sobre todo si se añade queso. La grasa saturada aumenta el colesterol LDL y por consecuencia el riesgo de problemas cardíacos. También es alto en sodio, lo que puede elevar la tensión arterial en individuos sensibles.
Este sándwich ha llegado a ser considerado una especialidad regional, en el Medio Oeste de Estados Unidos y el área de los Apalaches. Es el sándwich más servido en los mostradores de los mercados que rodean las Great Smoky Mountains. Pueden encontrarse a la venta en puestos concesionados en estadios, como los de los Cincinnati Reds y los Buffalo Sabres.
Según la empresa Oscar Mayer, se consumen 6 millones diarios de sándwiches de Bolonia, aproximadamente 2,190 millones al año.